# Les conquistadores de l'Amérique centrale
Os Conquistadores (no original, Les conquistadores de l'Amérique centrale) é um dos poucos livros não-ficcionais de Júlio Verne, publicado em 1870.
Conta a história dos conquistadores da América de um ponto de vista bastante crítico. Homens como Francisco Pizarro, Ponce de León, Américo Vespúcio e Cristóvão Colombo, entre outros, têm suas histórias narradas de modo a exibir traços característicos de suas personalidades e fatos que não costumam aparecer nos livros de História.

## Enredo
As viagens de Cristóvão Colombo e a descoberta da América em 1492 inflamaram a imaginação de seus contemporâneos. A atração do ouro e da aventura fez com que muitos se aventurassem no seu caminho: Américo Vespúcio, que deu seu nome ao Novo Mundo; Ponce de León, em busca de uma milagrosa fonte da juventude; ou Vasco Núñez de Balboa, em busca do Eldorado.
Fascinado pela saga da conquista da América, Júlio Verne escreveu algumas obras sobre estes aventureiros que, em nome da coroa, assaltaram e conquistaram enormes extensões de terra. Entre esses "conquistadores", dois homens se destacam Hernán Cortés e Pizarro.
Dividido entre o horror e o fascínio, Júlio Verne conta a história desses homens: Cortés, sua chegada à Veracruz, a conquista do México e, finalmente, a terrível vitória sobre o imperador Montezuma; Pizarro, a conquista do Peru, a queda de Atahualpa, e a luta pelo poder até à morte.